# TSV Böhlitz-Ehrenberg 1990
TSV Böhlitz-Ehrenberg 1990 is een Duitse voetbalclub uit Böhlitz-Ehrenberg, sinds 1999 een stadsdeel van Leipzig, Saksen.

## Geschiedenis
De club werd opgericht als Saxonia Böhlitz-Ehrenberg. De club was aangesloten bij de Midden-Duitse voetbalbond en speelde in de competitie van Noordwest-Saksen. Tijdens de Eerste Wereldoorlog speelde de club enkele seizoenen in de tweede klasse. Na de competitieherstructurering van 1933 speelde de club in de tweede klasse van de Leipzigse competitie wat in principe de derde klasse was, de Leipzigse competitie stond net onder de Gauliga Sachsen.
Na de Tweede Wereldoorlog werden alle Duitse clubs ontbonden. De club werdheropgericht als SG Böhlitz-Ehrenberg. De club nam in 1948 het BSG-statuut aan en werd BSG Dimo Böhlitz-Ehrenberg. Tot de jaren zeventig speelde de club voornamelijk in de Kreisklasse. Na enkele jaren Bezirksklasse promoveerde de club in 1978 zelfs naar de Bezirksliga (derde klasse). Tot aan het einde van de DDR speelde de club voornamelijk in de Bezirksklasse.
Na de Duitse hereniging werd het BSG-systeem afgeschaft en op 1 augustus 1990 werd de naam gewijzigd in TSV Böhlitz-Ehrenberg. Een jaar later sloten ook de spelers van het voormalige BSG Motor zich bij de club aan. In het verenigde Duitsland begon de club in de zesde klasse. Intussen is de club teruggezakt naar de Stadtliga, de negende klasse.